# No Bells on Sunday
No Bells on Sunday je EP amerického zpěváka Marka Lanegana, vydané v červenci roku 2014. Album obsahuje pět písní, jejichž aranžmá jsou převážně v elektronickém stylu. K písni „Sad Lover“ byl představen také videoklip.

## Seznam skladeb
| Pořadí | Název              | Délka |
| ------ | ------------------ | ----- |
| 1.     | Dry Iced           | 6:24  |
| 2.     | No Bells on Sunday | 5:53  |
| 3.     | Sad Lover          | 3:42  |
| 4.     | Jonas Pap          | 2:36  |
| 5.     | Smokestack Magic   | 8:21  |

## Obsazení
- Mark Lanegan – zpěv
- Alain Johannes – kytara, syntezátory, elektronické bicí, mellotron, bicí automat, perkuse
- Aldo Struyf – kytara, syntezátory, perkuse
- Frederic Lyenn Jacques – kytara, baskytara, syntezátory
- Jean-Phillippe De Gheest – bicí, perkuse
- Jeff Fielder – kytara, banjo
- Jonas Pap – violoncello
- Martyn Lenoble – kontrabas
- Rami Kumar – viola
- Sietse van Gorkom – housle
- Ben Mathot – housle
- Duke Garwood – kytara, hlas